# Sainte-Marie (Cantal)
Sainte-Marie is een plaats in Frankrijk, gelegen in het departement Cantal in de  regio Auvergne en telt 113 inwoners (2009).
De romaanse dorpskerk heeft twee glasramen van Jean Cocteau, waarvan er een Sint-Hubertus voorstelt.

## Demografie
Onderstaande figuur toont het verloop van het inwonertal (bron: INSEE-tellingen).

Vanwege een beveiligingsprobleem met de MediaWiki Graph-software is het momenteel niet mogelijk deze grafiek weer te geven. Zodra de software is bijgewerkt zal de grafiek vanzelf weer zichtbaar worden.